# Боровской (Липецкая область)
Боровско́й — несуществующий ныне посёлок на территории Грязинского района Липецкой области.
Основано в начале XX века — на карте 1914 года масштаба 10 вёрст в дюйме селение ещё не обозначено.
Боровской располагался на берегу реки Матыры, в 1,5 км севернее посёлка Новая Жизнь. В ноябре 1929 году в нём создали колхоз «Свободный путь». Активное участие в этом принимали В. Н. Скороходов и К. Т. Зуев; последний стал его председателем. 19 марта 1930 года в лесу недалеко от Боровского кулаки убили учителя-комсомольца Скороходова. На месте его гибели установили памятный знак. На 1941 год в селении отмечено 6 дворов
Посёлок просуществовал до середины 1970-х годов. Тогда здесь было решено создать Матырское водохранилище, поэтому Боровской снесли и позже, в 1976 году, затопили.